# 34266 Schweinfurth
34266 Schweinfurth è un asteroide della fascia principale. Scoperto nel 2000, presenta un'orbita caratterizzata da un semiasse maggiore pari a 2,3042938 au e da un'eccentricità di 0,0179399, inclinata di 9,82457° rispetto all'eclittica.